# Bernard Adolph Schriever
Pour les articles homonymes, voir Schriever.
Bernard Adolph « Bennie » Schriever est un général de l'armée de l'air des États-Unis né le 14 septembre 1910 à Brême et mort le 20 juin 2005 à Washington.
Il joue un rôle majeur dans les programmes de l'armée de l'air américaine pour la recherche sur les missiles spatiaux et balistiques.
Il est inhumé au cimetière national d'Arlington.